# Kamionka (Oblęgorek)
Kamionka – część wsi Oblęgorek w Polsce położona w województwie świętokrzyskim, w powiecie kieleckim, w gminie Strawczyn.
W latach 1975–1998 Kamionka administracyjnie należała do województwa kieleckiego.